# Martin Blumöhr
Martin Blumöhr (* 28. Januar 1981 in München) ist ein deutscher Künstler.

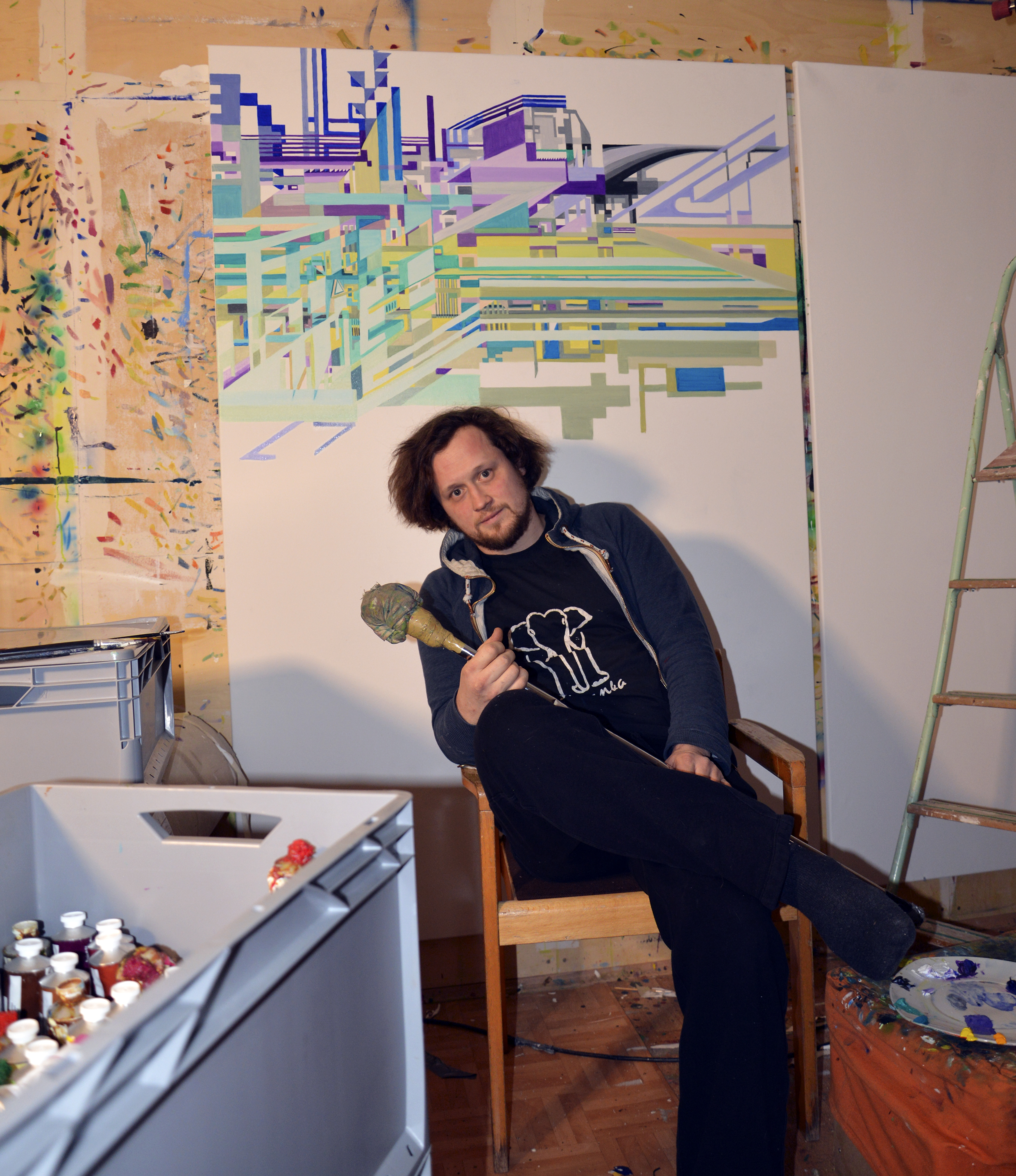
Martin Blumöhr in seinem Atelier, Januar 2017

## Leben und Werk
Von 2004 bis 2011 studierte Martin Blumöhr an der Akademie der Bildenden Künste München bei Markus Oehlen und Anke Doberauer und schloss bei ihnen nach einem Gastsemester bei Peter Kogler mit Diplom ab. Nach dem Erhalt eines Stipendiums bei Ernst Fuchs in Wien wurde er dessen Meisterschüler und arbeitete als sein persönlicher Assistent. Seine Arbeiten wurden u. a. 2016 in der Färberei München, 2015 im Malura Museum Oberdießen und 2012 im Kunstpavillon im alten Botanischen Garten München ausgestellt. Er lebt und arbeitet in München.
Martin Blumöhr kategorisiert seine Arbeit in Serien: „Facial Digitals nennt er eine Reihe leuchtend vielfarbiger und formal streng strukturierter Bilder, die ihren Ursprung in den uns allen bekannten Bildschirmstörungen auf dem Fernsehschirm haben. [...] Als surrealistisch anmutende Verrätselungen seelischer Innenbilder könnte man die zweite Serie mit dem Titel Graphiti bezeichnen. [...] Dabei hinterfragt Blumöhr die Sujets junger Malweisen wie der Streetart, des Graffiti [...] und der Tattookunst. Abstand von formaler Perfektion und Wirklichkeitsnähe signalisieren die Bilder der dritten und vierten Serie mit den Titeln Destrukturen bzw. Destruktionen, bei denen die im kreativen Prozess entstehenden Formen und Gestalten gleichzeitig erschaffen und wieder aufgelöst werden.“ Die psychologischen und intellektuellen Inhalte in Blumöhrs Werken stehen oft im autobiographischen Kontext und enthalten Bezüge zu Kunst- und Zeitgeschichte.

## Murale Arbeiten
Bekannt ist die Arbeit von Martin Blumöhr insbesondere durch seine Serie „Public Viewing“. Unter Förderung der kommunalen Behörden (u. a. Kulturreferat, Baureferat) gestaltet er murale Kunstprojekte im öffentlichen Raum der Stadt München wie „Salzstadt“ (16 × 4,5 m, München, Marienplatz 2005), „Tunnelblick“ (90 × 2,5 m, München-Pasing, 2014), „Randbreite“ (22,5 m × 13 m, München-Pasing, 2015), „unter Menzingern“ (2016, München-Obermenzing) und „Niwenhaus“ (250m², München-Neuhausen 2016). Bei diesen Arbeiten gestaltet der Künstler großformatige Wandflächen im Bezug auf die lokale Lage und im Dialog mit Passanten. Dabei lässt er Recherchen zu geschichtlichen Aspekten und über architektonische, politische und kulturelle Besonderheiten des Ortes ebenso mit einfließen, wie persönlichen Erfahrungen und Einschätzungen von Bewohnern. Das gefundene Material sampelt er dann assoziativ auf der Wand und gibt es frei in Bild-in-Bild-Situationen, oftmals mit comic-grotesken Einflüssen, wieder.

## Film
Das Kamerateam um Regisseur Nils Strehlow/Knisterfilm-Berlin drehte 2014 die Dokumentation „Martin Blumöhrs Tunnelblick“.

## Auszeichnung
- 2015: Knödelorden für seine humorvolle Auseinandersetzung mit der Kunst und Zivilcourage[18]
- 2016: Pasinger Kunst- und Kulturpreis für sein künstlerisches Schaffen in Pasing und München[19]